# Galaxy S6 edge (SoftBank)
SoftBankブランドにおけるGalaxy S6 edge 404SC（ギャラクシー エスシックス エッジ）は、韓国のサムスン電子によって開発された、ソフトバンクの第3.9世代移動通信システム、Hybrid 4G LTE（SoftBank 4G／SoftBank 4G LTE）端末である。SoftBank スマートフォンシリーズのひとつ。OSはAndroid 6.0.1を搭載している。

## 概要
同社のソフトバンク向け端末では2010年に発売されたSoftBank 001SC以来となる音声端末、さらにスマートフォンとしては2009年に発売されたSoftBank X01SC以来となる端末で、初のGalaxyシリーズのスマートフォンとなる。
基本的な性能は先に他キャリアで発売されたモデルとほぼ同等だが、こちらはカラーバリエーションがグローバル版と同じく4色すべて用意されている。
キャッチコピーは「美しさが、時代を創る。」。

## その他機能
| 主な対応サービス       | 主な対応サービス      | 主な対応サービス             | 主な対応サービス                                             |
| ---------------------- | --------------------- | ---------------------------- | ------------------------------------------------------------ |
| タッチパネル           | WQHD 有機EL 5.1インチ | フルブラウザ                 | Hybrid 4G LTE (SoftBank 4G／SoftBank 4G LTE) /VoLTE/HD Voice |
| バッテリー容量 2600mAh | テザリング            | WiFi                         | GPS                                                          |
| 1600万画素カメラ       | ワンセグ／フルセグ    | デジタルオーディオプレーヤー | おサイフケータイ／NFC                                        |
| Bluetooth              | 赤外線通信            | 緊急速報メール               | 防水／防塵                                                   |

## 歴史
- 2015年3月1日（現地時間） - スペイン・バルセロナの携帯電話展示会「Mobile World Congress 2015」にてサムスン電子よりグローバルモデル発表。この時点で日本国内での販売も予告されていた[9]。
- 2015年4月8日 - サムスン電子より日本モデル公式発表。ただしこの時点ではソフトバンクモバイルでの販売は未定だった[10]。
- 2015年5月19日 - ソフトバンクより公式発表。
- 2015年5月29日 - 発売開始。
- 2016年4月5日 - Android 6.0.1にバージョンアップ

## アップデート・不具合など
2015年5月29日のアップデート
- 3G通信時におけるHD Voiceに対応する。
- ビルド番号がLRX22G.404SCSCU1AOE5になる。

2016年4月05日のアップデート
- Android 6.0.1バージョンアップ開始
- ビルド番号がMMB29K.404SCSCU1CPCAになる